# Kangaroo (computerspel)
Kangaroo is een computerspel van Sun Electronics dat in 1982 werd uitkwam voor de Atari 8 bit. Een jaar later volgden ports voor de Atari 2600 en de Atari 5200. De versie voor de Atari 400/800 computers werd nooit uitgebracht.

## Spelbeschrijving
Het spel telt vier levels. In alle levels moet de moederkangoeroe in de bomen klimmen omdat haar jong gevangen wordt gehouden door een stel apen. De apen gooien appels naar de moeder. Soms moet ze over de appels springen en een andere keer moet ze juist duiken. Als ze oog in oog met de apen staat kan ze hier tegen vechten met haar bokshandschoenen. Ze kan ook tegen de appels boksen als ze op dezelfde hoogte als haar handschoenen gegooid worden. Elk level bevat een bel, als de moeder deze raakt komt er meer fruit tevoorschijn. Ze moet oppassen voor een grote aap die zo nu en dan komt en haar bokshandschoenen probeert af te pakken. Elk level heeft een tijdslimiet. Als het level niet binnen de tijd wordt uitgespeeld, is het spel ten einde.

## Platforms
- Atari 2600 (1983)
- Atari 5200 (1983)
- Arcadespel (1982)
- Atari 8-bit (1982)

## Ontvangst
| Beoordeeld door                         | Platform    | Datum            | Score |
| --------------------------------------- | ----------- | ---------------- | ----- |
| TeleMatch                               | Atari 2600  | september 1983   | 100%  |
| The Video Game Critic                   | Atari 5200  | 14 oktober 2000  | 91%   |
| The Video Game Critic                   | Atari 2600  | 7 juli 2004      | 75%   |
| Atari Gamer - XL-XE Game Review Edition | Atari 8-bit | december 2013    | 70%   |
| Retroage                                | Atari 2600  | 18 december 2010 | 70%   |
| Digital Press - Classic Video Games     | Atari 5200  | 10 december 2003 | 70%   |
| All Game Guide                          | Atari 2600  | 1998             | 60%   |